# سرداب رئیس‌آباد
سرداب رئیس آباد مربوط به اواخر دوره قاجار است و در شهرستان ابرکوه، بخش مرکزی، دهستان تیجرد، روستای رئیس آباد واقع شده و این اثر در تاریخ ۱۵ دی ۱۳۸۷ با شمارهٔ ثبت ۲۴۳۶۴ به‌عنوان یکی از آثار ملی ایران به ثبت رسیده است.